# Vitigliano
Vitigliano è una frazione di 1 136 abitanti del comune di Santa Cesarea Terme in provincia di Lecce. Situata nel basso Salento, dista 4 km dal capoluogo comunale e 43 km da Lecce.

## Origini del nome
Secondo lo storico Giacomo Arditi, il toponimo potrebbe derivare da "Vitellio", nome di un centurione romano. Esisteva, infatti, un'usanza romana di assegnare come ricompensa a soldati e cavalieri particolarmente valorosi in battaglia, appezzamenti di terreno che spesso diventavano dei veri e propri insediamenti umani e a cui era assegnato il nome del soldato stesso. Una seconda ipotesi, sempre dell'Arditi, ne fa derivare l'etimo dal latino "Vitiarum", cioè "vigneto" , ad indicare la presenza di questa coltivazione nella zona.
Secondo la tradizione, il nome di Vitigliano deriverebbe da un vitello scappato da una mandria e arrivato nel territorio dell'attuale paese insieme con i due pastori che lo inseguivano per riprenderlo. Il racconto popolare trova dei riscontri con lo stemma del paese, che raffigura un vitello con accanto un albero d'ulivo e in alto una stella.

## Storia
Le origini incerte di Vitigliano sono riconducibili alla preistoria e ne sono testimonianza due costruzioni monumentali: il Menhir e il Cisternale. Questi due importanti monumenti megalitici si trovano, oggi, inglobati nell'abitato del paese e testimoniano che il territorio di Vitigliano fu abitato fin da tempi antichissimi e che in questo luogo fiorì una civiltà importante per le popolazioni dell'estremo lembo della penisola italiana.
I menhir risalirebbero all'età del bronzo; è molto probabile che nei loro pressi si celebrassero riti religiosi o magici, oppure venissero usati come tombe.
Il Cisternale, arcaico monumento unico nel suo genere, potrebbe invece essere stato legato alle usanze del culto divino nel periodo della civiltà messapica, della quale si ritrovano testimonianze nella vicina Vaste. Alla luce della prossimità del Cisternale rispetto alla vicina cittadina di Vaste, in cui recenti scavi hanno riportato alla luce tombe, abitazioni e mura costruite dai Messapi, è possibile ipotizzare la comune origine messapica dei due paesi. 
Non si hanno notizie del paese in periodo romano se non quella relativa alla sua fondazione da parte di Vitellio, centurione romano. Altrettanto scarse sono le informazioni relative agli inizi del periodo medievale.
I primi documenti scritti, utili per ricostruire la storia del paese, risalgono al 1447. Risulta che Vitigliano sia appartenuto alla Contea di Castro proprio dal 1447 al 1794. Nel 1447 a Vitigliano esistevano solo 8 "fuochi" (famiglie), circa un secolo dopo invece 42, e 62 nel 1732. Sulla base di questi dati è possibile ipotizzare che da piccolissimo villaggio sia via via cresciuto, accogliendo nuovi abitanti sino a svilupparsi soprattutto verso la fine del Seicento e durante tutto il Settecento. Ciò è testimoniato dalle chiese e dal Palazzo Ciullo, databili tra la seconda metà del XVII e la prima del XVIII secolo. Ebbe come ultimo feudatario il barone Giovanni Battista Rossi, il quale succedette allo zio, Gennaro Rossi, nel 1804. 
Nel 1806 a Lecce e in Terra d'Otranto furono soppressi i diritti feudali ed iniziò per Vitigliano, così come per tutta la Terra d'Otranto, un decennio di egemonia francese, seguito da un periodo di dominazione borbonica dell'Italia meridionale durato dal 1815 all'Unità d'Italia. 
Vitigliano cessò di essere comune autonomo quando, nel 1829, un Regio Decreto stabilì nuovi comuni nella zona. A partire dal 1º gennaio 1830, infatti, il paese divenne frazione di Ortelle. 
Con legge n.753 del 25 giugno 1913 si costituì il comune di Santa Cesarea Terme di cui Vitigliano divenne frazione, insieme a Cerfignano, in precedenza amministrato da Minervino di Lecce.

## Monumenti e luoghi d'interesse

### Architetture religiose

#### Chiesa madre di San Michele Arcangelo
La chiesa madre di San Michele Arcangelo è una costruzione barocca edificata nella prima metà del Settecento, molto probabilmente in sostituzione di una cappella dedicata a Sant'Anna.
Presenta una facciata lineare a due ordini divisi da una cornice aggettante. L'ordine inferiore, spartito da lesene doriche, accoglie il portale d'ingresso sul quale è posto un gruppo scultoreo, in pietra leccese, con l'Arcangelo San Michele affiancato da due angeli.
Alla base della statua è incisa la data 1725 che indicherebbe la fine dei lavori del prospetto.

#### Chiesa dell'Addolorata

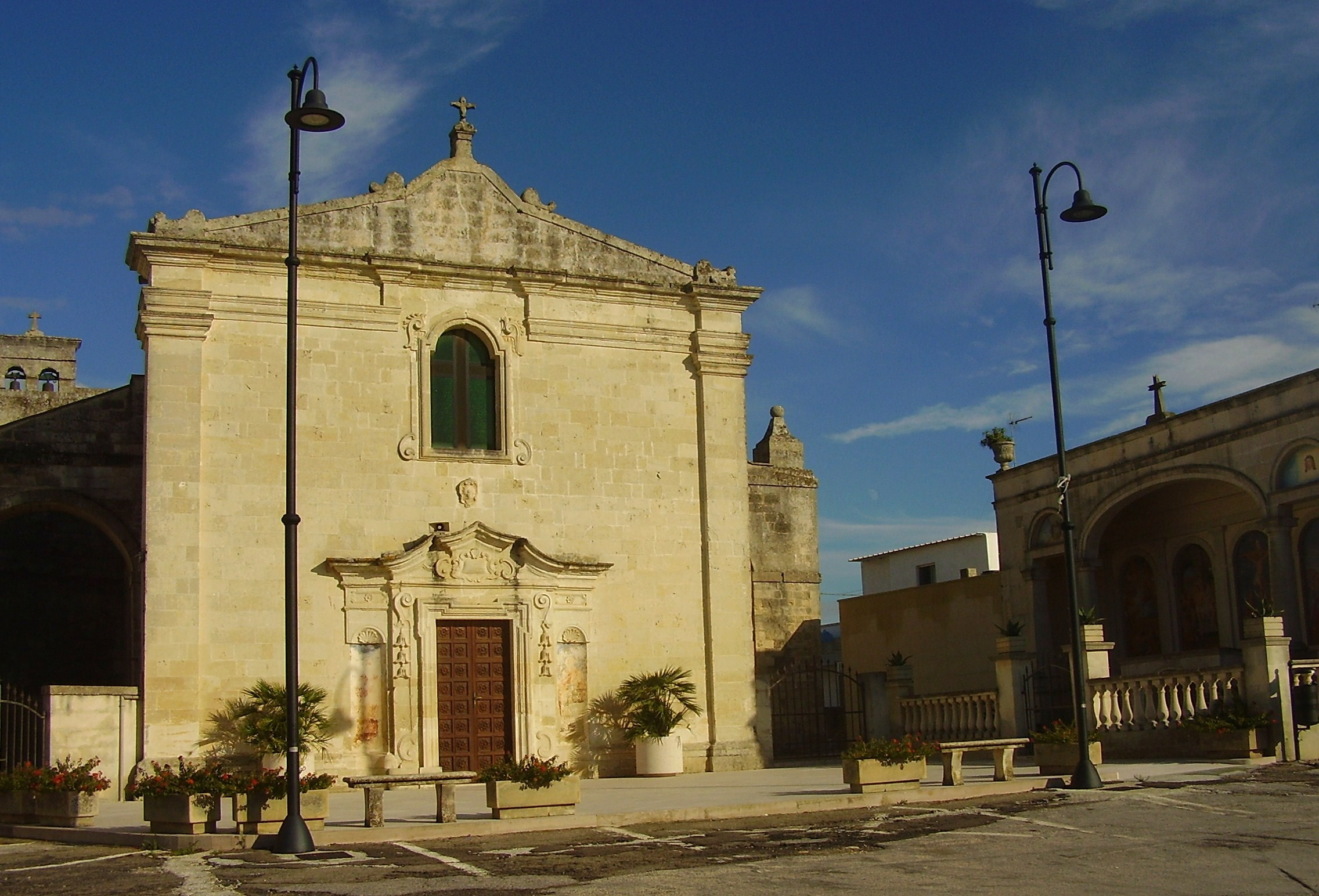
Chiesa dell'Addolorata

La chiesa dell'Addolorata, sede dell'omonima Confraternita, presenta due fasi costruttive; una più antica risalente al XVII secolo ed un'altra della fine del XVIII secolo. 
La facciata, in conci di pietra leccese, è inquadrata da due alte paraste e termina con un basso timpano sormontato da una croce. L'elaborato portale d'ingresso è affiancato da due edicole con i dipinti degli apostoli Pietro e Paolo, di recente sottoposte a restauro. 
Sulle pareti laterali dell'edificio sono appoggiate due grandi arcate con funzione statica per meglio contrastare le spinte delle coperture. 
L'interno, ad aula unica, ha subito vari rimaneggiamenti nel corso del tempo. Nella navata sono presenti, entro due arcate, due altari dedicati a San Michele Arcangelo e a Sant'Eligio con rispettive tele settecentesche. L'altare maggiore, in stile barocco, fu realizzato nel 1709 e custodisce, in un incasso trilobato, un dipinto della Pietà; nel 1775 fu aggiunto il fastigio in stucco. Sulla controfacciata è addossata la cantoria in cui è collocato l'organo, risalente alla seconda metà dell'Ottocento.

#### Cappella di San Rocco
La cappella di San Rocco fu edificata nel 1755. Affiancata alla torre dell'orologio civico, presenta un semplice prospetto con portale e oculo soprastante e termina con un campanile a vela. 
L'interno è a pianta quadrata e di piccole dimensioni. L'unico altare custodisce una statua in cartapesta di San Rocco che in occasione delle celebrazioni in onore del patrono viene portata in processione; un altro simulacro, raffigurante il medesimo santo, è conservato nell'unica nicchia laterale.

### Architetture civili

#### Palazzo Ciullo
Palazzo Ciullo risale alla seconda metà del Seicento. L'edificio, distribuito su due piani intorno ad un cortile interno, presenta un prospetto caratterizzato da una lunga balconata in pietra leccese. Originariamente gli ambienti a piano terra erano adibiti a magazzino e a stalla per i cavalli, mentre il piano superiore ospitava le stanze residenziali. Le stanze hanno volte a botte e a stella e in alcune di esse è dipinto lo stemma della famiglia Ciullo che rappresenta un chiurlo su sfondo azzurro con in alto una stella. Il palazzo, nel Catasto Onciario del 1748, risulta di proprietà del Magnifico Saverio Ciullo, Dottore Fisico e Sindaco di Vitigliano, fratello del Magnifico Angelantonio Ciullo, Capitan Sopraguardia della Comarca di Otranto. Adiacente al palazzo è la cappella gentilizia dedicata alla Madonna Immacolata che custodisce una statua in legno della Vergine.

### Siti archeologici
- Menhir
Il monolite (35 x 26 cm), rotto in cinque tronconi, è stato oggetto di restauro ed è stato ricollocato in sede, infisso in un banco di roccia affiorante. In cima al monumento alto 375 cm, sono infissi dei ferri che originariamente erano sostegni di una croce in pietra; è utilizzato come Osanna in periodo pasquale.
- Cisternale
Il Cisternale è un monumento megalitico semi-ipogeo. C'è più di una ipotesi interpretativa su quando fosse stato costruito e a che cosa servisse. Molti studiosi tendono a datare il monumento al periodo messapico e che fosse legato alle usanze del culto divino in tale periodo. Potrebbe inoltre rappresentare una sorta di "tempio dell'acqua" o un semplice contenitore di liquidi, una grande cisterna. Il Prof. Paul Arthur, medievalista dell'Università del Salento, ha datato il Cisternale al VI secolo d.C. Potrebbe essere stato utilizzato come struttura tombale.

## Infrastrutture e trasporti

### Strade
I collegamenti stradali principali sono rappresentati da:
- Strada statale 16 Adriatica Lecce-Maglie
- Strada Provinciale 363 Maglie-Poggiardo-Santa Cesarea Terme

Il centro è anche raggiungibile dalle strade provinciali interne SP234 Vitiglino-Cerfignano, SP258 Vitigliano-Vignacastrisi.

### Aeroporti
Gli aeroporti civili più vicini sono:
- Aeroporto Internazionale del Salento con sede a Brindisi.
- Aeroporto di Taranto-Grottaglie "Marcello Arlotta", che effettua servizi di linea per il traffico passeggeri con voli charter.
- Aeroporto internazionale di Bari "Karol Wojtyla".